# Nikolaj Tjerkasov
Nikolaj Konstantinovitj Tjerkasov (russisk: Никола́й Константи́нович Черка́сов, født 27. juli (jul.: 14. juli) var en sovjetisk og russisk skuespiller.
Tjerkasov medvirkede i hovedroller i en række sovjetiske storfilm, herunder Eisensteins Alexander Nevsky (1938) og Ivan den Grusomme (1945).
Han blev tildelt en lang række priser og hædersbevisninger, herunder prisen Folkets kunstner i USSR i 1947. og flere Stalin- og Lenin-ordener.

## Karriere
Han blev født i Sankt Petersborg (senere Petrograd i 1914 og Leningrad fra 1924 til 1991) som søn af en jernbanebetjent. Fra 1919 var han mimekunstner i Petrograds Mariinskij-teater og i Bolsjojteatret i Moskva og på andre teatre. Efter at have dimitteret fra Instituttet for Scenekunst i 1926, begyndte han at optræde i De unge tilskueres teater i Leningrad.
Tjerkasov debuterede på film i en birolle som barberen Charles i Vladimir Gardins Pusjkin-biografi Poeten og Zaren (1927). Tjerkasov var en af Stalins yndlingsskuespillere og spillede titelroller i Sergej Eisensteins monumentale lydfilm Alexander Nevsky (1938) og første og anden del af Ivan den Grusomme (1945 & 1946; selvom anden del først blev officielt udgivet i 1958 at politiske årsager). Han spillede også Jacques Paganel i filmatiseringen fra 1936 af Jules Vernes Kaptajn Grants børn . I komedien Forår fra 1947 optrådte Tjerkasov sammen med andre ikoner fra sovjetisk film i denne periode, Ljubov Orlova og Faina Ranevskaja. For rollen som Alexander Popov i filmen Alexander Popov i 1951 modtog han en Stalinpris af anden grad. I 1957 portrætterede Tjerkasov Don Quijote i instruktøren Grigorij Kozintsev filmatisering af romanen.
I 1941 blev Tjerkasov tildelt Stalinprisen; i 1947 blev han udnævnt til Folkets kunstner i USSR. Han skrev sine erindringer, "Noter af en sovjetisk skuespiller" i 1951. Han døde i Leningrad i 1966 og blev begravet på Tikhvin kirkegården.
Den sovjetiske Aleksandr Nevskij-orden bærer billedet af Tjerkasov i rollen som Aleksandr Nevskij, da der ikke er kendte livstidsportrætter af Nevskij.
Tjerkasov var medlem af Sovjetunionens kommunistparti siden 1940 og var stedfortræder for RSFSR's øverste sovjet og for Sovjetunionens øverste sovjet (1950-1958).
Småplaneten 4053 Cherkasov er opkaldt efter Tjerkasov.

## Filmografi
| År        | Titel                             | Rolle                                      | Noter           |
| --------- | --------------------------------- | ------------------------------------------ | --------------- |
| 1927      | Poeten og Zaren                   | Charles, barberen                          |                 |
| 1928      | Jego prevoskhoditelstvo           | Høj klovn                                  |                 |
| 1928      | Min søn                           | Pat                                        |                 |
| 1929      | Luna sleva                        | Kalugin                                    |                 |
| 1929      | Rodnoy brat                       |                                            |                 |
| 1930      | Vsadniki vetra                    |                                            |                 |
| 1932      | Vstrechnyy                        |                                            |                 |
| 1934      | Kronprins af republikken          |                                            |                 |
| 1934      | Lyublyu li tebya?                 | Student                                    |                 |
| 1934      | Kto tvoy drug                     |                                            |                 |
| 1935      | Lykke                             |                                            |                 |
| 1935      | Varme dage                        | Kolka Losjak                               |                 |
| 1935      | Zhenitba Zhana Knukke             | Kaptain Hans Pfal                          |                 |
| 1935      | Granitsa                          |                                            |                 |
| 1936      | Veninder                          | Officer i den hvide hær                    |                 |
| 1936      | Kaptajn Grants Børn               | Jacques Paganel                            |                 |
| 1937      | En deputeret fra Østersøflåden    | Professor Dmitriij Illarionovitj Polezajev |                 |
| 1937-1938 | Peter den Store (del 1 og 2)      | Aleksej Petrovitj, Tsarevitj af Rusland    |                 |
| 1937      | Za sovetskuyu rodinu              | Befalingshavende                           |                 |
| 1938      | Skatteøen                         | Billy Bones                                |                 |
| 1938      | Alexander Nevskij                 | Aleksandr Nevskij                          |                 |
| 1938      | Venner                            | Beta                                       |                 |
| 1939      | Lenin i 1918                      | Maksim Gorkij                              |                 |
| 1940      | Kontsert na ekrane                |                                            |                 |
| 1942      | Tsaritsyns forsvar                | Bonde                                      | Ikke krediteret |
| 1942      | Yego zovut Sukhe-Bator            | Baron Ungern                               |                 |
| 1943      | Shestdesyat dney                  |                                            |                 |
| 1944 1958 | Ivan den Grusomme (del 1 og 2)    | Ivan den Grusomme                          |                 |
| 1947      | I livets navn                     | Lukitj                                     |                 |
| 1947      | Forår                             | Arkadij Mikhailovitj Gromov                |                 |
| 1947      | Novyy dom                         | Mikhail Kostousov                          |                 |
| 1947      | Pirogov                           | Ljadov                                     |                 |
| 1949      | Menneskevennen Pavlov             | Maksim Gorkij                              |                 |
| 1949      | Aleksandr Popov                   | Aleksandr Popov                            |                 |
| 1949      | Slaget om Stalingrad (del 1 og 2) | Franklin D. Roosevelt                      |                 |
| 1949      | Schastlivogo plavaniya            | Kaptajn Levasjov                           |                 |
| 1950      | Mussorgskij                       | Stasov                                     |                 |
| 1953      | Rimskij-Korsakov                  | Stasov                                     |                 |
| 1955      | Onu znali Majakovskogo            | Majakovskij (tv-film)                      |                 |
| 1957      | Don Quijote                       | Don Quijote                                |                 |
| 1963      | Vsjo ostajotsja ljudjam           | Fjodor Dronov                              |                 |
| 1965      | Tretya molodost                   | Gedeonov                                   |                 |

## Priser og ordener
Tjerkasov modtog adskillige priser og ordener for sit arbejde som skuespiller.
| År               | Titel                    |
| ---------------- | ------------------------ |
| 1937             | Æret kunstner af RSFSR   |
| 11. marts 1939   | Folkets kunstner i RSFSR |
| 26. februar 1947 | Folkets kunstner i USSR  |

| Dato            | Orden                                                                | Begrundelse                                                                                                |
| --------------- | -------------------------------------------------------------------- | --- |
| 23. marts 1938  | Arbejdets røde fanes orden                                           | For deltagelsen i skabelsen af filmen Peter den Store (1. del)                                             |
| 1. februar 1939 | Leninordenen                                                         | For rollerne i filmene Peter den Store, Alexander Nevskij og Lenin i 1918.                                 |
| Marts 1950      | Leninordenen                                                         | I forbindelse med 30-årsdagen for sovjetisk film                                                           |
| 22. august 1953 | Arbejdets røde fanes orden                                           | I anledning af 50-året for hans fødsel og for hans tjenester i udviklingen af sovjetisk kunst              |
| 1963            | Arbejdets røde fanes orden                                           | For store bidrag i udviklingen af teater- og filmkunsten og i forbindelse med 60-årsdagen for hans fødsel. |
|                 | Medalje "For tappert arbejde i den store patriotiske krig 1941-1945" | |
|                 | Medalje "Til minde om 250-årsdagen for Leningrad"                    | |

| År   | Pris                                                                 | For medvirken i           |
| ---- | -------------------------------------------------------------------- | ------------------------- |
| 1941 | Stalinprisen, 1. grad                                                | Alexander Nevskij         |
| 1946 | Stalinprisen, 1. grad                                                | Ivan den Grusomme, 1. del |
| 1950 | Stalinprisen, 3. grad                                                | Stjastlivogo plavanija!   |
| 1951 | Stalinprisen, 1. grad                                                | Mussorgskij               |
| 1951 | Stalinprisen, 2. grad                                                | Aleksandr Popov           |
| 1958 | Bedste mandlige hovedrolle ved Stratford International Film Festival | Don Quijote               |
| 1964 | Skuespillerprisen ved Sovjetunionens Film Festival i Leningrad       | Vsjo ostajotsja ljudjam   |
| 1964 | Leninprisen                                                          | Vsjo ostajotsja ljudjam   |